# Ortonville, Minnesota
Ortonville là một thành phố thuộc quận Big Stone, tiểu bang Minnesota, Hoa Kỳ. Năm 2010, dân số của thành phố này là 1916 người.

## Dân số
- Dân số năm 2000: 2158 người.
- Dân số năm 2010: 1916 người.